# Krémer Ferenc (történész)
Krémer Ferenc (Budapest, 1954. január 8.) szociológus, történész, politológus.

## Szakmai és politikai tevékenysége
1979-ben történelemből és tudományos szocializmusból védte meg diplomáját az ELTE BTK-n. Disszertációjának témája a személyi kultusz volt. 1993-ban ugyanott szociológiából szerzett diplomát  1996-ban fél évig a George Washington University hallgatója volt. 1992-ben ókori görög-római történelemből, 2002-ben szociológiából szerzett doktori fokozatot.
Szakterülete a rendőrségek működése a demokratikus államokban. Számos országban, így az Egyesült Államokban, Belgiumban, Németországban, Portugáliában, Finnországban, Írországban, Szlovéniában tanulmányozta a rendészeti tevékenységet.
1981-től tanított felsőoktatási intézményekben, 1993 és 2012 között a Rendőrtiszti Főiskolán. ahonnan a Fidesz-kormányt bíráló nyilatkozatai miatt bocsátották el, azóta állás nélküli.

## Publikációi
2010-től rendszeresen publikál a Galamus.hu portálon.
„A rendőrség Orbán Viktor maffiaállamában” címmel tanulmányt írt a Magyar Bálint által szerkesztett, 2013 őszén megjelent Magyar polip című kötetbe.
- A rendőri hatalom természete. Társadalmi szerep és foglalkozási kultúra; Napvilág, Bp., 2003 (Critica)
- Rossz döntések kora. Rendészetpolitikai tévelygések a rendszerváltás első húsz évében; Napvilág, Bp., 2010 (20 év után)